# Friedrich Pürner
Friedrich Pürner, né le 24 avril 1967 à Munich (RFA), est un homme politique allemand. Membre de l'Alliance Sahra Wagenknecht - Pour la raison et la justice (BSW), il est élu député européen le 9 juin 2024.

## Biographie
En 2010, il obtient son doctorat à la faculté de médecine de l'université Louis-et-Maximilien de Munich. Plus tard, il dirige le département de la santé de l'arrondissement d'Aichach-Friedberg.
Il perd ce poste à l'automne 2020 après s'être publiquement prononcé contre la stratégie du gouvernement bavarois pendant la pandémie de Covid-19, en mettant en  doute l'effet des masques en tissu et le sens d'exiger des masques pour les enfants. Il a également critiqué le couvre-feu bavarois et la quarantaine pour des classes entières,.
Dans le contexte d'invasion de l'Ukraine par la Russie, il rejette le soutien financier et les livraisons d'armes à l'Ukraine et préconise des négociations immédiates.
Candidat sur la liste de l'Alliance Sahra Wagenknecht - Pour la raison et la justice (BSW) pour les élections européennes de 2024, il est élu députée européenne le 9 juin 2024.